# Hector Goetinck
Hector Goetinck (5 de março de 1887 — 26 de junho de 1944) foi um futebolista e treinador de futebol belga, técnico da Bélgica na Copa do Mundo de 1930 e na Copa do Mundo de 1934.